# Denzaburō Miyaji
Pour les articles homonymes, voir Miyaji.
Denzaburō Miyaji (宮地伝三郎, Miyaji Denzaburō) est un zoologiste japonais, né le 26 janvier 1901, à Innoshima (préfecture de Hiroshima), et mort le 21 octobre 1988. Formé à l'université impériale de Tōkyō, il a mené des recherches portant sur l'écologie animale, au sein de l'université impériale de Kyōto.

## Biographie

### Formation
Denzaburō Miyaji naît le 26 janvier 1901, à Innoshima, dans la préfecture de Hiroshima. L'année 1925, il obtient un diplôme en zoologie, à l'université impériale de Tōkyō. En 1942, il devient professeur au sein de la faculté des sciences de l'université impériale de Kyōto,.

### Travaux de recherche
Durant les années 1950, les recherches de Denzaburō Miyaji portent sur le comportement social de l'ayu (Plecoglossus altivelis) et la production d'algues. Par la suite, le zoologiste étudie le Macaque japonais (Macaca fuscata) et participe au développement d'un institut de recherche rattaché à l'université de Kyoto et spécialisé en primatologie, une discipline introduite au Japon en 1948 par l'écologue et anthropologue japonais Kinji Imanishi,.

### Fin de carrière
Denzaburō Miyaji prend sa retraite en 1964. La même année, il est promu directeur du Japan Monkey Centre (ja), ouvert à Inuyama (préfecture d'Aichi) depuis octobre 1956,. Douze ans plus tard, Denzaburō Miyaji quitte la direction de ce musée zoologique comprenant un zoo.
Membre du Conseil scientifique du Japon (en) (l'Académie japonaise des sciences), ancien président de la société écologique du Japon et ancien directeur de la société japonaise pour la conservation de la nature, il meurt le 21 octobre 1988.

## Publications
- Yanosuke Saika (1888-1957), 1957[7].
- アユの話 (Ayu no hanashi?, « Le langage des ayu »), Iwanami Shoten, 1960[8],[1].
- サルの話 (Saru no hanashi?, « Le langage des singes »), Iwanami Shoten, 1966[9],[1].
- Social Life of Japanese Monkeys, Science, 1964[10].
- La vie sociale des Macaques du Japon, La Terre et la Vie - Revue d'écologie, 1964[11].

## Distinctions
Les travaux de recherches scientifiques de Denzaburō Miyaji sur le langage des ayu sont couronnés par le prix Mainichi de la culture en 1960. En 1968, pour l'ensemble de son œuvre scientifique, le gouvernement japonais lui décerne la médaille au ruban pourpre. Trois plus tard, il est récipiendaire de la deuxième classe de l'Ordre du Trésor sacré.